# Anders Ericsson i Malmö
Anders Ericsson (i riksdagen kallad Ericsson i Malmö), född 26 juli 1871 i Hurva församling, död 29 mars 1927 i Malmö, var en svensk kommunpolitiker och riksdagsman för Socialdemokraterna.
Anders Ericsson var son till Erik Jönsson och Karna Åkesdotter. Ericsson var ledamot av styrelsen för Tryckeri AB Framtiden 1913-1918 (företaget som utgav tidningen Arbetet), ledamot och ordförande av styrelsen för Malmö FCO 1914-1915, ledamot av styrelsen för Malmö arbetarekommun 1910-1916 (1910-1914 som kassör, 1914-1916 som ordförande). 1913-1916, 1921-1922 och 1924-1927 var Anders Ericsson ledamot av Malmö stadsfullmäktige.

## Familj
Ericsson gifte sig 1892 med Emma Kristina Bobeck (född 1864 i Svedala församling, död okänt datum i Malmö S:t Johannes församling), dotter till Sven Olof Bobeck och Anna Larsdotter. Han hade barnen Ernst, Eric och Astrid.